# شهرستان اپلینگ (جورجیا)
شهرستان اپلینگ، جورجیا (به انگلیسی: Appling County, Georgia) یک سکونتگاه مسکونی در ایالات متحده آمریکا است که در جورجیا واقع شده‌است.

## خصوصیات
شهرستان اپلینگ ۱٬۳۲۶٫۰۸ کیلومترمربع مساحت دارد.